# Xu Hongfei
 (avril 2014).
Si vous disposez d'ouvrages ou d'articles de référence ou si vous connaissez des sites web de qualité traitant du thème abordé ici, merci de compléter l'article en donnant les références utiles à sa vérifiabilité et en les liant à la section « Notes et références ».
Xu Hongfei, né en 1963 à Canton, est un sculpteur chinois. Il est l'actuel Président de l'Académie de sculptures de Guangzhou (Canton). Il est promu comme un artiste officiel par toutes les institutions artistiques de son pays.[réf. nécessaire]

## Biographie
Xu Hongfei a étudié la sculpture à l'Académie de Guangzhou (Canton). 
Depuis les années 1990, il expose régulièrement en Chine. Au niveau international, il a présenté ses œuvres à Hong-Kong, en Thaïlande, en Suisse, à Melbourne en Australie et en Sicile en Italie. En France, sa première exposition date de 2008, à la suite d'une invitation de la mairie du 8e arrondissement de Paris.
La même année, le Comité international olympique le sélectionne comme le seul sculpteur représentant la Chine à l'exposition intitulée « Sport Olympique et Exposition artistique ». Son œuvre olympique est visible dans les locaux du Comité International Olympique à Lausanne, en Suisse.
En novembre 2009, la région autonome de Liannan, dans le Guangdong a invité l'artiste à transporter dix-neuf sculptures de la série « Chubby women » pour les installer sur les collines et dans les champs de l'ancien Yao Village à Liannan, un parc de conservation[pas clair]. Cette exposition a fait l'objet d'une large couverture médiatique au niveau national et international.[réf. nécessaire]
Pour célébrer le cinquantenaire des relations diplomatiques franco-chinoises, il a exposé en janvier 2014 une cinquantaine de sculptures au Carrousel du Louvre à Paris, en compagnie d’une trentaine d'autres artistes chinois au cours du mois de janvier de cette année, à l'occasion d’une tournée mondiale.

## Œuvres

### Influences artistiques
En tant que sculpteur, il apprécie les sculptures égyptiennes, romaines ou grecques. Ses sources d'inspiration dans une période plus récente sont plus Rodin (pour le modelé et le traitement du cuivre rutilant et patiné à la fois plein et creux avec ses chairs saillantes) et Botero (pour les rondeurs charmantes) que la dynastie Tang (618-907).

### Sujets et style
Son travail est aujourd'hui fortement influencé par son amitié avec Huang Yongyu, célèbre pour ses œuvres liées à la calligraphie, à la peinture à huile, à l'encre et ses gravures. À la fin des années 1970, sous l'influence de son ami Huang Yongyu, Xu Hongfei décide de faire un virage dans son expression artistique. Le résultat de cette association est la création d'une série intitulée « Chubby Women », constituée de plus de cent sculptures. 
Dans cette série, l'artiste recherche la beauté dans la vie quotidienne et recherche la liberté et l'enchantement en faisant le portrait de ces femmes aux formes généreuses. Xu Hongfei est sensible à leur beauté et leur témoigne beaucoup de respect. Il considère que chaque personne doit respecter son corps en étant fière et confiante dans ses formes. La série « Chubby Women » montre des femmes indépendantes, pleines de joie en utilisant un mélange de marbre blanc, de bois précieux et de bronze. 
Il aime représenter les femmes en mouvement et travailler sur le volume. La série des « Chubby Women » montrent des femmes plantureuses exerçant un nombre incalculable de sports dans des positions très acrobatiques, insufflant leur générosité dans leur joie de vivre. Il montre leur épanouissement plein d'élan dans leurs amours, leurs amitiés, leurs loisirs, leurs maternités.
Xu Hongfei est inspiré par des choses, des personnes et des détails issus de la vie quotidienne qui passent inaperçus. Ces célèbres « Chubby Women » ont été inspirées par la rencontre de personnes généreuses dans leurs formes et dans leur personnalité. Ses sculptures transmettent la vitalité, la joie et l'énergie, traits si caractéristiques de ces personnes. Artistiquement, il préfère travailler sur un corps plus en rondeur car il offre plus de masse, de volume et plus d'espace qu'un corps mince, permettant de créer un impact visuel plus fort et plus de tension. En les montrant dans des activités ordinaires, Xu Hongfei démontre que celles-ci sont extraordinaires quand elles sont exercées par des femmes tout en rondeurs. Xu Hongfei est un artiste capable de découvrir l'insolite dans la banalité de notre environnement quotidien.[réf. nécessaire] En sculptant des femmes plantureuses en plein mouvement, Xu Hongfei casse la représentation stéréotypée de la femme et défie les valeurs et les connotations qui dominent autour du corps.
Au Carrousel du Louvre sont aussi exposées « Le Baiser » qui représente deux personnes de  stature différente : Pour Xu Hongfei, Paris reste la capitale du romantisme. Il souhaitait donc célébrer l'amour par le biais de ce couple qui s'embrasse. Cette représentation suggère aussi que c'est un sentiment universel qui peut être partagé par des êtres très différents.
Pour Hongfei, l'art doit être synonyme de plaisir et d'humour. Xu Hongfei s'attache à montrer un art chinois loin des idées reçues[réf. nécessaire] : un art empli d'humour qui se permet les plus grandes extravagances en toute liberté. Xu Hongfei est un artiste qui veut partager à travers ses œuvres sa liberté de ton, sa sagesse, sa sincérité et sa vision humoristique de la vie. Par son style décalé, il nous montre différents points de vue de la vie apportant de l'optimisme à la société.